# Черсова
Черсова — деревня в Мезенском районе Архангельской области. Входит в состав Целегорского сельского поселения.

## География
Деревня находится в северной части Архангельской области, на расстоянии примерно 67 км (по прямой) к юго-востоку от города Мезень, административного центра района.

### Часовой пояс
Деревня Черсова, как и вся Архангельская область, находится в часовой зоне МСК (московское время). Смещение применяемого времени относительно UTC составляет +3:00.

## Население
| 2002 | 2010 | 2012 |
| ---- | ---- | ---- |
| 0    | →0   | →0   |